# Gregor Schorberger

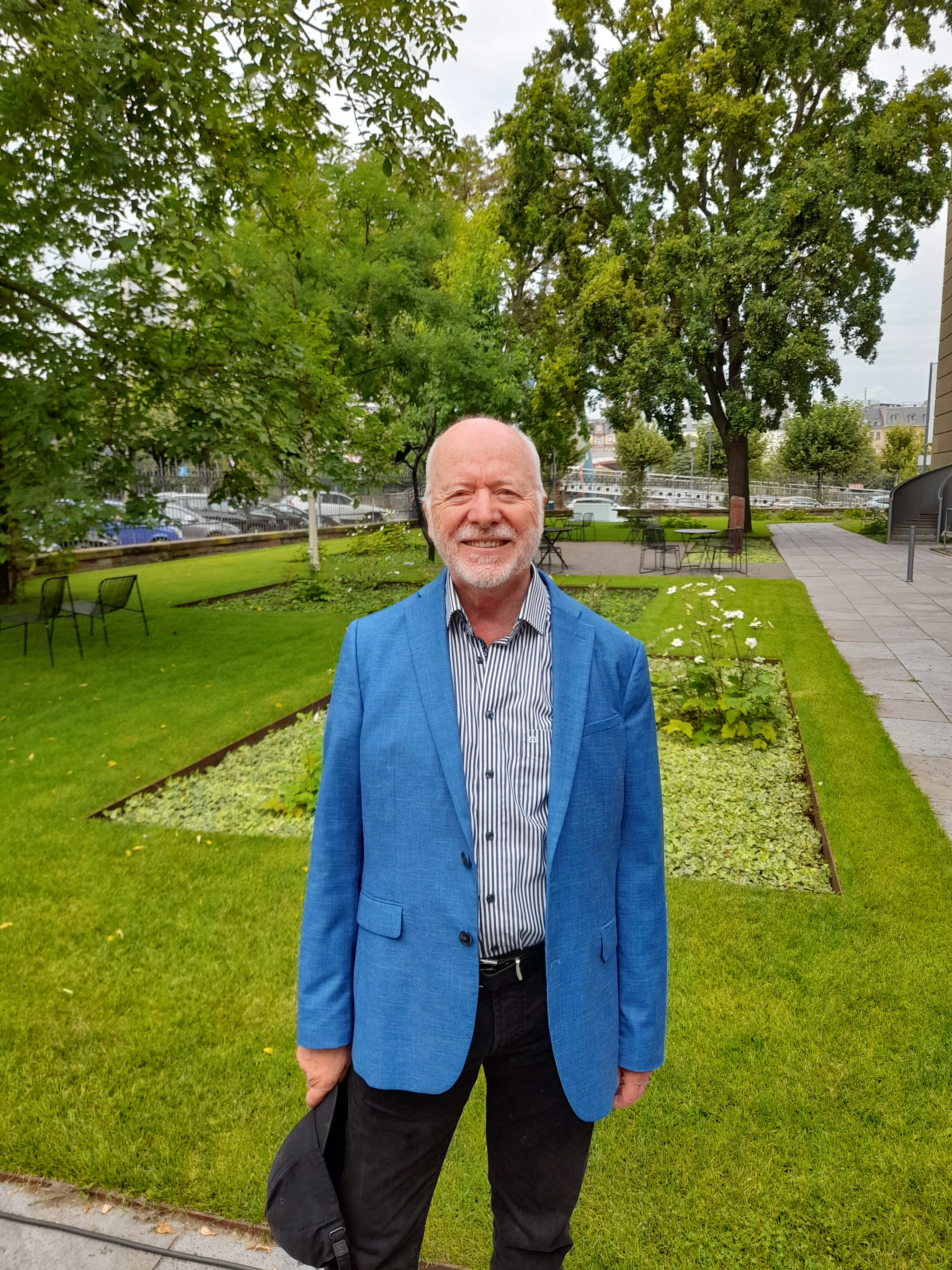
Gregor Schorberger

Heinz-Gregor Konrad Schorberger, kurz Gregor Schorberger (* 13. August 1947 in Essen-Karnap) ist ein deutscher Theologe und Fachbuch-Autor, war Krankenpfleger, Klinikseelsorger und Lehrsupervisor der klinischen Seelsorgeausbildung.

## Familie
Die Eltern von Gregor Schorberger waren der Polizist Johann Schorberger, geborener Skorupa, und Elisabeth Schorberger, geborene Ruhl. Gregor Schorberger hat zwei Schwestern und eine Adoptivtochter und ist mit dem Architekten Burkhard Cramer verheiratet.

## Werdegang
Gregor Schorberger besuchte 1954 bis 1962 die Volksschule und 1965 bis 1970 das Abendgymnasium in Essen, das er mit dem Abitur abschloss. 1962 bis 1965 absolvierte er eine Lehre bei der Deutschen Bundespost. 1970 und 1971 schlossen sich Postulat und Noviziat in der Ordensgemeinschaft der Kleinen Brüder Jesu in Frankreich und Spanien an. Er studierte von 1971 bis 1973 Theologie und Philosophie an der Albert-Ludwigs-Universität Freiburg, wo er mit dem Vordiplom abschloss. Ab 1973 absolvierte er bis 1976 eine Ausbildung zum Krankenpfleger am Klinikum der Johann-Wolfgang Goethe-Universität in Frankfurt am Main. 1976 bis 1979 setzte er das Theologiestudium an der Philosophisch-Theologischen Hochschule Sankt Georgen in Frankfurt am Main fort und schloss mit einem Diplom ab. In dieser Zeit begann er nach eigenen Angaben auch, Gefangene in den Justizvollzugsanstalten Preungesheim und Frankfurt-Höchst zu betreuen. Dem Theologiestudium folgte 1979 bis 1981 eine Ausbildung als Pastoralassistent in der Pfarrei St. Antonius in Frankfurt am Main. Seit 1981 arbeitete er als Pastoralreferent in der Klinikseelsorge der Universitätsklinik in Frankfurt, bis 1991 auch auf der AIDS-Station, dem „Haus 68“. Seit 2005 war er auch in der Seelsorgeausbildung im Bistum Limburg engagiert. 2012 ging er in den Ruhestand. Er ist Lehrsupervisor der Deutschen Gesellschaft für Pastoralpsychologie e.V., eines ökumenischen Fachverbands für Seelsorge, Beratung und Supervision in Deutschland. Seit Anfang der 1980er Jahre lag sein Schwerpunkt nach eigenen Angaben auf der Seelsorge von AIDS-Patienten, ihren Angehörigen und ihrem Pflege- und ärztlichen Personal.
Im Jahr 2002 wurde Gregor Schorberger im Fachbereich Humanmedizin der Johann Wolfgang Goethe-Universität Frankfurt am Main zum Doktor der theoretischen Medizin (Dr. rer. med.) zu dem Thema Geschichte der evangelischen und katholischen Krankenhausseelsorge an den Universitätskliniken Frankfurt am Main 1914–1984 promoviert, 2012 mit dem Thema Studie zum Projekt: schwul und katholisch in der Gemeinde Maria Hilf. Eine christliche sonntägliche Gottesdienstgemeinschaft von und für Lesben, Schwule und ihre FreundInnen von 1991 bis 2006 in Frankfurt am Main an der Technischen Universität Dortmund zum Doktor der Philosophie.
Die Unterlagen seiner Forschungen hat er dem Archiv des Schwulen Museums Berlin und der Magnus-Hirschfeld-Stiftung übergeben, seine Präsenzbibliothek der LSBTI* Pastoral in der katholischen Kirche der Kirchliche Arbeitsstelle für Männerseelsorge und Männerarbeit in den deutschen Diözesen (AfM).

## Engagements
- Seit 1973 gehörte er der Homosexuellen Aktion Frankfurt (HAF) an[14] und gründete 1975 eine schwule Wohngemeinschaft in Frankfurt-Sachsenhausen.[15]
- 1977 gehörte Gregor Schorberger nach eigenen Angaben zu den Gründern der Ökumenischen Arbeitsgruppe Homosexuelle und Kirche (HuK).[16]
- Mit Gründung der schwulen römisch-katholischen Gemeinde in Frankfurt am Main[Anm. 2] 1991 war er dort aktiv.[17]
- Seit Mitte der 1990er Jahre ist er Mitglied in der Arbeitsgemeinschaft Schwule Theologie e. V.[18]
- Seit der Gründung der LesBiSchwulen Gottesdienst-Gemeinschaften im deutschsprachigen Raum[19] 2002 war Gregor Schorberger dort viele Jahre als Kontaktperson Ansprechpartner.
- Er ist seit 2022 Mitglied im Förderverein Centrum Schwule Geschichte e. V.
- 2023 war er Gründungsmitglied von OutInChurch.

## Veröffentlichungen

### Monografien
- Aidsstation. Wege humaner Begleitung. Kösel, München 1987, ISBN 978-3-466-36289-9
- Höre, was ich dir sagen will. Bgleitung von AIDS-Kranken (Tonbildserie). Studio Union, Limburg 1988. Ohne ISBN.
- Geschichte der ökumenischen Krankenhausseelsorge an der Universitätsklinik Frankfurt am Main.
  - 1. Auflage: Matthias-Grünewald, Mainz 2002, ISBN 978-3-7867-2410-0
  - 2. Auflage: Suedwestdeutscher Verlag für Hochschulschriften, Saarbrücken 2010, ISBN 978-3-8381-2103-1
- schwul + katholisch. Eine christliche Gottesdienstgemeinschaft.
  - 1. Auflage: epubli GmbH, Berlin 2013, ISBN 978-3-8442-4999-6. Zugleich Dissertation TU Dortmund 2013, Online-Ressource (pdf).[Anm. 3]
  - 2. Auflage: Südwestdeutscher Verlag für Hochschulschriften, Saarbrücken 2022, ISBN 978-3-8381-3466-6
- Gregorsbriefe. Ein schwuler Seelsorger im Dialog mit seinem Vater [Autobiografie]. Größenwahn Verlag, Frankfurt am Main 2021, ISBN 978-3-95771-283-7[Anm. 4]
- Liebende – diskriminiert und verurteilt. Römisch-katholische „175er“ und ihre Kirche. W. Kohlhammer GmbH. Stuttgart 2024, ISBN 978-3-17-044700-4[Anm. 5]

### Aufsätze
- zusammen mit Jürgen Bußmann: AIDS – Eine Krankheit fordert die Christen heraus. In: Katholischer Krankenhausverband Deutschland e.V. (Hg.): Krankendienst, 60. Jg. Heft 4 (April 1987). Lambertus-Verlag, Freiburg i. Br. ISSN 0023-4486, S. 109–115.
- Höre, was sterbende Menschen sagen wollen. In: Torsten Kruse u. a. (Hg.): AIDS. Anstöße für Unterricht und Gemeindearbeit. Kösel, München 1988, ISBN 3-466-36312-8, S. 130–149.
- zusammen mit Jürgen Bußmann: Aufgaben und Chancen der Krankenhausseelsorge bei AIDS-Patienten. In: Ulrich Bienzle (Hg.): AIDS – sozialer und ethischer Prüfstein für Kirche und Staat. AGJ-Verlag, Freiburg i. Br. 1988, ISBN 3-7781-0818-2, S. 96–108.
- Sterbebegleitung von AIDS-Kranken. Wolfgang Stille, Eilke B. Helm und Elisabeth Nolde: AIDS. Das Spektrum des Krankheitsbildes in Kasuistiken. Schwer, Stuttgart 1989, ISBN 3-89272-028-2, S. 195–196.
- Wie geht es einer Familie, die ein HIV-infiziertes Kind hat?  In: Aids-Orientierungshilfen für das Bistum Limburg. Caritasverband für die Diözese Limburg e.V., Limburg 1989. Ohne ISBN, S. 38–40
- Ich möchte mit einem Zirkus zieh’n … In: Ulrike Johanns-Stoodt, Gisela Löbbers, Harro Betzold (Hg.): Kinderfeiern und andere Angebote im Krankenhaus. Beratungsstelle, Frankfurt a. M., 1991. Ohne ISBN, 83–86.
- Sterben und Tod im Krankenhaus. In: Torsten Kruse (Hg.): Ethik und Berufsverständnis der Pflegeberufe. Springer, Berlin 1994, ISBN 3-540-57466-2, S. 231–264.
- Die Liebe Gottes erwidern. Lesbischwule Gottesdienstgemeinschaften (LSGG). In: Wolfgang Schürger (Hg.): Schwule Theologie. Identität, Spiritualität, Kontexte. Kohlhammer, Stuttgart 2007, ISBN 978-3-17-018885-3, S. 155–177.
- Im Gedenken an Manfred Bruns. In: HuK-Info 222 (Dezember 2024), S. 10–12.

### Herausgeberschaft
- zusammen mit Gertrud Dott: Selig (nicht nur) die Trauernden. Anregungen für eine zeitgemäße Trauerpastoral. Books on Demand, Norderstedt 2010, ISBN 978-3-8391-8547-6